# Ośmiu wspaniałych
Ośmiu wspaniałych – polski program telewizyjny typu reality show tworzony w formie telenoweli dokumentalnej emitowany na antenie TVP1 w 2020 roku. Jego prowadzącą była Marta Manowska.

## Charakterystyka
W programie bierze udział ośmiu samotnych mężczyzn od 38. do 49. roku życia, wybranych poprzez casting. Program ma przedstawiać ich walkę z własnymi słabościami.

## Uczestnicy
| Uczestnik           | Pochodzenie                         |
| ------------------- | ----------------------------------- |
| Albert Kuźmiński    | Mielec (woj. podkarpackie)          |
| Łukasz Stec         | Rzeszów (woj. podkarpackie)         |
| Adam Rzepkowski     | Łódź (woj. łódzkie)                 |
| Sebastian Jajszczak | Mińsk Mazowiecki (woj. mazowieckie) |
| Paweł Kleban        | Białystok (woj. podlaskie)          |
| Radosław Żyłka      | Wrocław (woj. dolnośląskie)         |
| Jarosław Piątak     | Niemcy                              |
| Piotr Walkiewicz    | Kraków (woj. małopolskie)           |

## Emisja programu
| Seria | Seria | Odcinki   | Sezon       | Pierwszy odcinek | Ostatni odcinek | Pora emisji  | Średnia oglądalność |
| ----- | ----- | --------- | ----------- | ---------------- | --------------- | ------------ | ------------------- |
|       | 1.    | 1–10 (10) | wiosna 2020 | 20 marca 2020    | 22 maja 2020    | piątek 20:35 | 1 309 010           |

## Oglądalność w telewizji linearnej
| Odcinek | Widownia                    |
| ------- | --------------------------- |
| 1.      | 2 011 992 (20 marca 2020)   |
| 2.      | 1 765 944 (27 marca 2020)   |
| 3.      | 1 244 933 (3 kwietnia 2020) |
| 4.      | (10 kwietnia 2020)          |
| 5.      | (17 kwietnia 2020)          |
| 6.      | (24 kwietnia 2020)          |
| 7.      | 1 278 985 (1 maja 2020)     |
| 8.      | (8 maja 2020)               |
| 9.      | (15 maja 2020)              |
| 10.     | (22 maja 2020)              |